# Angri
Angri är en stad och kommun i den italienska provinsen Salerno, Kampanien. Kommunen hade 34 126 invånare (2017). Här föddes Teresina Raiola, som var mor till den amerikanske gangstern Al Capone. Även Frank Nitti kom härifrån. Staden har 30 975 invånare (2007).